# Côte d'Ivoire aux Jeux paralympiques d'été de 2000
La Côte d’Ivoire a participé aux Jeux paralympiques d’été de 2000 à Sydney. Il s'agissait de sa deuxième participation aux Jeux paralympiques d'été. La Côte d'Ivoire a obtenu une médaille d'or et une bronze, remporté respectivement par Oumar Basakoulba Koné et Paul Fernand Kra Koffi.

## Médaillés
| Médaille | Athlètes               | Sport      | Événement        |
| -------- | ---------------------- | ---------- | ---------------- |
| Or       | Oumar Basakoulba Koné  | Athlétisme | 800 m hommes T46 |
| Bronze   | Paul Fernand Kra Koffi | Athlétisme | 800 m hommes T12 |